# Catriona (Band)
Catriona war eine deutsche Folkband (1988–1990). Eric Fish wechselte danach zu Subway to Sally, Marek Kalbus wurde ein erfolgreicher Opernsänger, Jan Klemm und Tobias Unterberg gründeten die Inchtabokatables. 

## Geschichte
Eric Fish und Marek Kalbus lernten sich 1988 bei einem Musikfestival, bei dem sie als Solisten auftraten, kennen und schlossen sich zunächst zu dem Duo Kalbus&Hecht zusammen. Nach einigen Monaten kam Jan Klemm dazu und Catriona wurde gegründet. Die Band schaffte es in dieser Besetzung vor allem durch ihre unkonventionellen Arrangements und den außergewöhnlichen Satzgesang zwischen Marek und Eric ziemlich schnell an die Spitze. So wurden sie bei der zentralen Folkwerkstatt in Ilmenau 1989 von Publikum, Medien und Fachleuten einhellig als eine der besten Bands des Landes gehandelt. Ende 1989 wurde Marek Kalbus einberufen, dafür kam Tobias Unterberg neu dazu. Damit änderte sich auch das musikalische Profil. 1990 erschien ihr erstes Album Rightfull King. Im selben Jahr löste sich die Band wieder auf.

## Mitglieder
- Eric Fish (Gesang, Dudelsack)
- Marek Kalbus (Gesang, Gitarre)
- Jan Klemm (Geige)
- Tobias Unterberg (Cello), ab 1990

## Diskografie
- 1990: Rightfull King